# 한국식품유통연구원
한국식품유통연구원은 농산물 시장유통에 관한 정책 및 학술분야의 연구활동과 관련기업에 대한 교육·컨설팅 목적으로 2002년 3월 14일 설립된 대한민국 농림수산식품부 소관의 사단법인이다. 사무실은 서울특별시 강남구 논현동 214-2, 논현 베르빌A 101-703에 있다.

## 주요 사업
- 조사, 연구, 컨설팅, 교육 및 자문, 건의
- 연구발표회, 강연회, 견학 및 사찰
- 회지, 논문집 및 도서의 간행
- 시장유통관련 정보화 사업
- 정부가 위탁하는 업무 수행
- 기타 연구원의 목적달성을 위하여 필요한 사업 및 전 각호에 부대되는 사업